# Aziatix
Aziatix est un trio américano-coréen de R'n'B et hip-hop composé de Flowsik, Eddie Shin et Nicky Lee. Le groupe, basé à Séoul, en Corée du Sud, a fait ses débuts en 2011 et a remporté le prix du meilleur nouvel artiste asiatique aux Mnet Asian Music Awards plus tard cette année-là. En 2013, le groupe a signé un contrat avec le label américain Cash Money Records, qui est le plus gros contrat de disques à ce jour entre un label américain et un groupe de musique asiatique. Cependant, le trio a été dissous en 2015.

## Carrière
Les membres d'Aziatix ont été réunis par le producteur de disques et ancien chanteur américano-coréen de R'n'B Jae Chong,. Au moment de la formation du groupe, Flowsik était un rappeur underground vivant à New York, Eddie Shin était étudiant à l'Université de New York et Nicky Lee était un chanteur de mandopop à succès. 
Aziatix a sorti son premier single Go en mars 2011, et son EP éponyme, Aziatix, en mai 2011. En juillet, ils ont sorti leur premier album complet, Nocturnal, qui figurait à Taïwan et en Corée du Sud aux places 14 et 35 dans les charts,. À la fin de l'année, Aziatix a remporté le prix du meilleur nouvel artiste asiatique aux Mnet Asian Music Awards 2011. 
En mars 2012, le groupe s'est produit au festival de musique américain South by Southwest. En mai, le trio a sorti son deuxième EP, Awakening, qui figurait de nouveau à Taïwan et en Corée du Sud aux places 11 et 32 dans les charts,.
En 2013, Aziatix a signé un contrat de 11,3 millions de dollars américains avec Cash Money Records, le plus gros contrat à ce jour entre une maison de disques américaine et un groupe de musique asiatique. Cependant, en décembre 2014, Aziatix a annoncé sur sa page Facebook qu'ils avaient décidé de quitter l'agence. 
Le trio a sorti son dernier album, intitulé Top Of The World, en août 2015.

## Membres
- Eddie Shin (nom de naissance : Sin Seung-yong, coréen : 신승용) : chanteur, acteur, compositeur et parolier américano-coréen né le 20 novembre 1986 (38 ans) à Boston[13].
- Nicky Lee (nom de naissance : Li Jiu Zhe, chinois : 李玖哲) : chanteur et acteur américano-sino-coréen né le 26 novembre 1980 (44 ans) à Los Angeles[14].
- Flowsik (nom de naissance : Pak Dae-sik, coréen : 박대식) : rappeur et chanteur américano-coréen né le 5 février 1985 (40 ans) à New York.

## Discographie

### Albums studio
| Titres           | Détails | Positions | Positions | Positions        | Positions           |
| Titres           | Détails | JPN       | KOR       | KOR A l'étranger | TWN Asie du sud-est |
| ---------------- | --- | --------- | --------- | ---------------- | ------------------- |
| Nocturnal        | - Sortie : 27 juillet 2011 - Seconde sortie : 18 janvier 2012 (Japan Deluxe Edition) - Label : Universal - Formats: CD, digital download | 96        | 35        | 5                | 14                  |
| Top of the World | - Sortie : 25 août 2015 - Label : Astar Inc. - Formats : digital download                                                                | —         | —         | —                | —                   |

### Mini-albums
| Titres    | Détails                                                                    | Positions | Positions        | Positions           |
| Titres    | Détails                                                                    | KOR       | KOR A l'étranger | TWN Asie du sud-est |
| --------- | -------------------------------------------------------------------------- | --------- | ---------------- | ------------------- |
| Aziatix   | - Sortie : 7 mai 2011 - Label : Universal - Formats : digital download     | —         | —                | —                   |
| Awakening | - Sortie : 2 mai 2012 - Label : Universal - Formats : CD, digital download | 32        | 7                | 11                  |

### Singles
| Titres                  | Année | Positions        | Albums                           |
| Titres                  | Année | KOR A l'étranger | Albums                           |
| ----------------------- | ----- | ---------------- | -------------------------------- |
| Go                      | 2011  | 7                | Aziatix / Nocturnal              |
| Cold                    | 2011  | 16               | Aziatix / Nocturnal              |
| Slippin' Away           | 2011  | 6                | Nocturnal                        |
| Be with You (Rock Mix)  | 2011  | 22               | Nocturnal                        |
| Nothing Compares to You | 2012  | 54               | Nocturnal (Japan Deluxe Edition) |
| Speed of Light          | 2012  | 72               | Awakening                        |
| Alright                 | 2012  | 14               | Awakening                        |
| Ready, Set, Go!         | 2012  | 25               | Singles hors album               |

## Récompenses
| Année | Prix                         | Catégorie                                                 | Nomination | Résultat |
| ----- | ---------------------------- | --------------------------------------------------------- | ---------- | -------- |
| 2011  | Mnet Asian Music Awards 2011 | Best New Asian Artist (meilleur nouvel artiste asiatique) | NC         | Lauréat  |